# Tony Accardo
Pour les articles homonymes, voir Accardo.
Antonino Joseph Accardo (de son nom complet Antonino Leonardo Accardo), né le 28 avril 1906 à Chicago (Illinois) et mort le 22 juillet 1992 dans cette même ville, est un mafieux américain. Il fut l'un des grands leaders de l'Outfit de Chicago.
Surnommé « Joe Batters » ou « Big Tuna » par les médias, Tony Accardo est célèbre pour sa carrière criminelle longue de plus de huit décennies. Ayant commencé comme un simple voyou de rue, Accardo est parvenu à s'imposer comme le boss de l'Outfit de Chicago.

## À la télévision
- 1995 : dans le téléfilm Quitte ou double, Tony Accardo est interprété par Maury Chaykin